# High Crimes
High Crimes (en España, Toda la verdad; en Hispanoamérica, Crimen en primer grado) es una película de suspenso estrenada en el 2002: el 5 de abril, en los Estados Unidos; el 1 de mayo, en México; el 9 de mayo, en Argentina; y el 26 de julio, en España. Contó con la actuación de Ashley Judd y Morgan Freeman, y con la dirección de Carl Franklin. Está basada en la novela de Joseph Finder.

## Sinopsis
Claire Kubik (Ashley Judd) tiene la vida que siempre había deseado: un buen trabajo como abogada, una casa preciosa en Marin County y un marido maravilloso, Tom Kubik (James Caviezel). Sin embargo su vida se verá alterada cuando a consecuencia de un robo casual se empiece a dar cuenta de que su existencia puede haber sido una completa mentira.
Pocos días después del robo, unos agentes del FBI los abordan y detienen a Tom. La policía le acusa de haber cometido varios asesinatos contra unos civiles en El Salvador, en 1988, durante una operación encubierta, y de haberlo hecho bajo su verdadero nombre, Ronald Chapman. Claire necesitará la ayuda de un veterano abogado, Charles W. Grimes (Morgan Freeman), para tratar de limpiar el nombre de su marido y descubrir toda la verdad de lo sucedido.

## Reparto
- Ashley Judd como Claire Kubik.

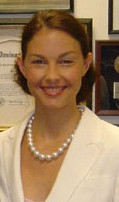
Ashley Judd como Claire Kubik.

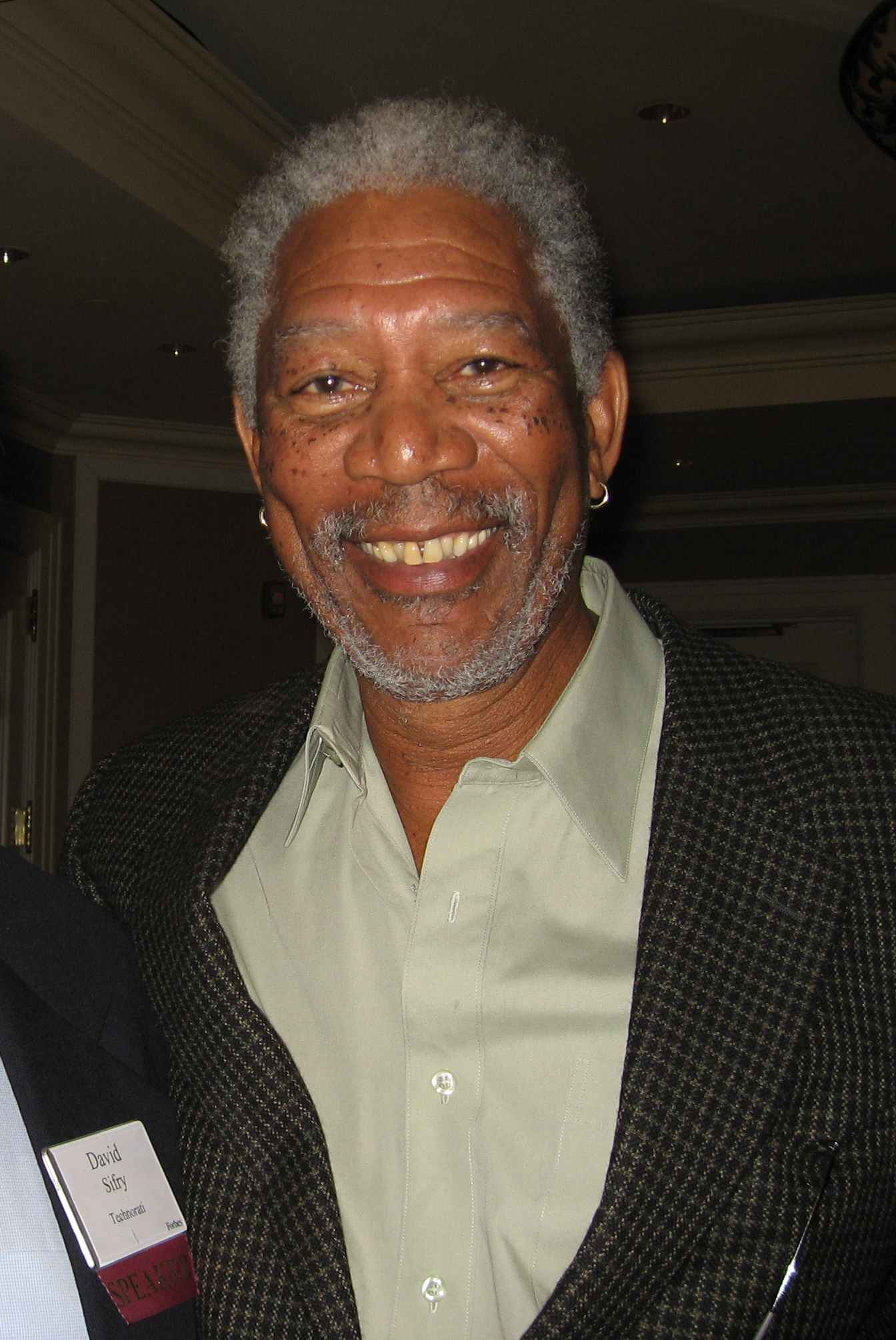
Morgan Freeman como Charles W. Grimes.

- Morgan Freeman como Charles W. Grimes.
- James Caviezel como Tom Kubik/Ron Chapman.
- Amanda Peet como Jackie Grimaldi.
- Adam Scott como Terrence Embry.
- Bruce Davison como Bill Marks.
- Michael Gaston como Major Waldron.
- Tom Bower como Agente Mullins.
- Jude Ciccolella como Coronel Farrell.
- Michael Shannon como Troy Abbott.
- Paula Jai Parker como Gracie.

## Producción
Se rodó en Estados Unidos y México, destacando las ciudades de San Francisco, Los Ángeles, Oakland y Burbank; también se rodaron algunas escenas en México, D.F..

## Recepción

### Respuesta crítica
Según la página de Internet Rotten Tomatoes obtuvo un 31% de comentarios positivos, llegando a la siguiente conclusión: «Ashley Judd y Morgan Freeman hacen que la película sea visible». Roger Ebert escribió que «consigue mantenernos involucrados e interesados. (...) Es el tipo de película a la que cualquier ejecutivo de una gran productora daría luz verde sin dudar». A. O. Scott señaló para The New York Times que «el problema —menor, aparentemente, para los guionistas que adaptaron la novela— es que el giro final hace que prácticamente todo lo anterior carezca de sentido». Según la página de Internet Metacritic obtuvo críticas mixtas, con un 48%, basado en 33 comentarios de los cuales 8 son positivos.

### Taquilla
Estrenada en 2.717 cines estadounidenses debutó en segunda posición con 14 millones de dólares, con una media por sala de 5.154 dólares, por delante de Ice Age y por detrás de Panic Room. Recaudó en Estados Unidos 41 millones. Sumando las recaudaciones internacionales la cifra asciende a 63 millones. El presupuesto estimado invertido en la producción fue de 42 millones.